# Liriomyza subartemisicola
Liriomyza subartemisicola är en tvåvingeart som beskrevs av Frey 1945. Liriomyza subartemisicola ingår i släktet Liriomyza och familjen minerarflugor. Inga underarter finns listade i Catalogue of Life.